# Bernardino Cametti

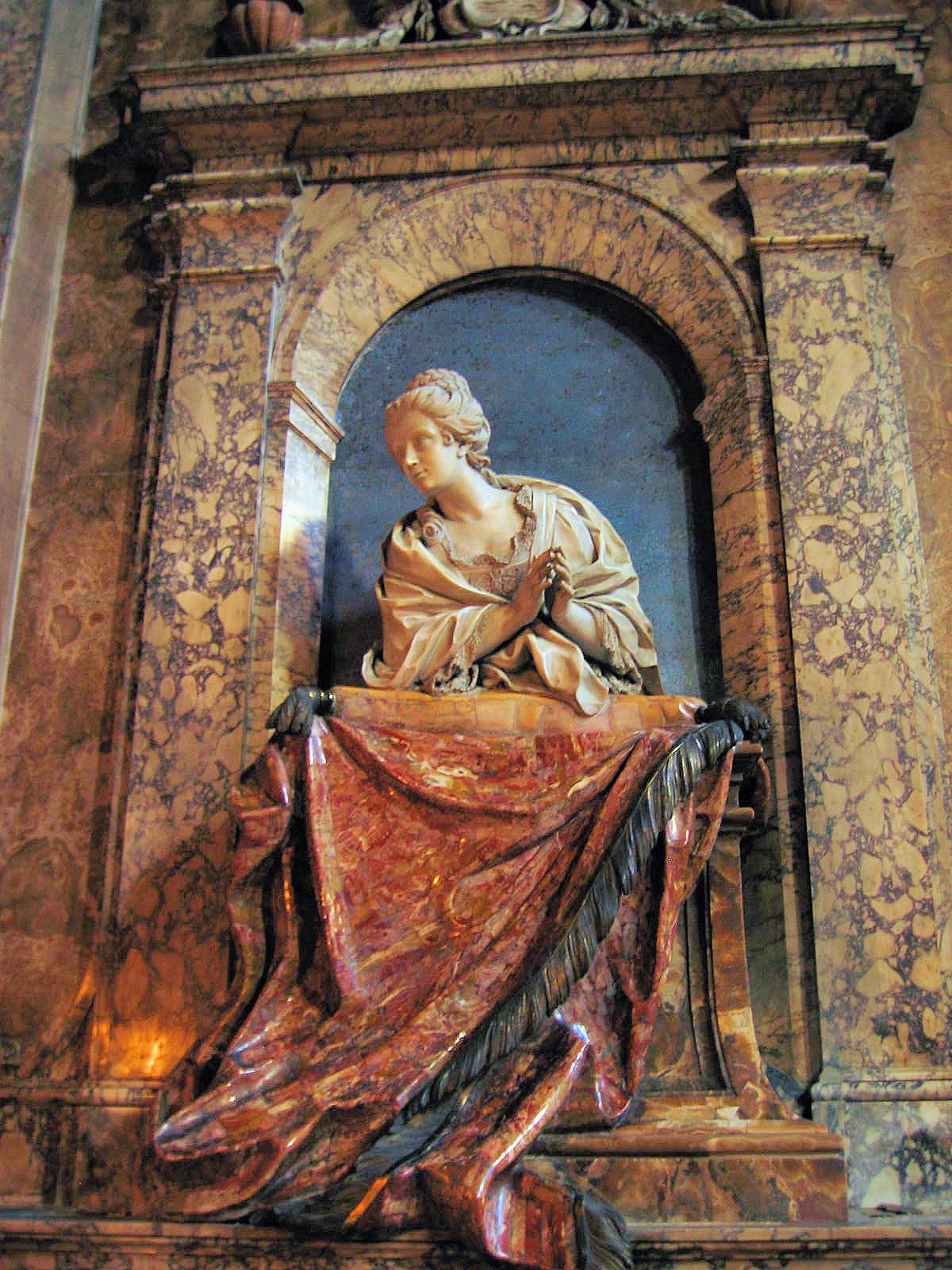
Gravmonument över Maria Colomba Vincentini Muti (1725). San Marcello al Corso i Rom.

Bernardino Cametti, född 1669 i Gattinara, Piemonte, död 3 augusti 1736 i Rom, var en italiensk skulptör under barockepoken.

## Biografi
Bernardino Cametti var elev hos skulptören Lorenzo Ottoni och arbetade i dennes verkstad i femton år. Ett av Camettis första dokumenterade verk är lågreliefen Den helige Ignatius kanonisering (1695–1698) i jesuiternas moderkyrka Il Gesù i Rom. I kyrkan San Marcello al Corso i Rom har Cametti utfört gravmonumenten över Giovanni Andrea Muti och dennes hustru Maria Colomba Vincentini Muti (1725) i polykrom marmor. Makarna framställs knäböjande i bön.
I La Superga i Turin har Cametti utfört en dramatisk högrelief som skildrar Bebådelsen (1729). Hans viktigaste skulpturala verk anses vara gravmonumenten över Taddeo Barberini och Antonio Barberini i kyrkan Santa Rosalia i Palestrina (1704).

## Verk i urval
- Den helige Ignatius kanonisering – Cappella di Sant'Ignazio, Il Gesù[6]
- Altare – Sala dell'Assunta, San Giovanni Calibita[7]
- Gravmonument över kardinal Gabriele Filipucci – San Giovanni in Laterano[8]
- Gravmonument över Giovanni Andrea Muti – Cappella Muti-Bussi, San Marcello al Corso[9]
- Gravmonument över Maria Colomba Vincentini Muti – Cappella Muti-Bussi, San Marcello al Corso[9]
- Allmosegivandet – Santissima Trinità in Palazzo Monte di Pietà[10][11]
- Den helige Petrus går på vattnet (1704) – Katedralen San Pietro Apostolo i Frascati[12]